# Charles Burki

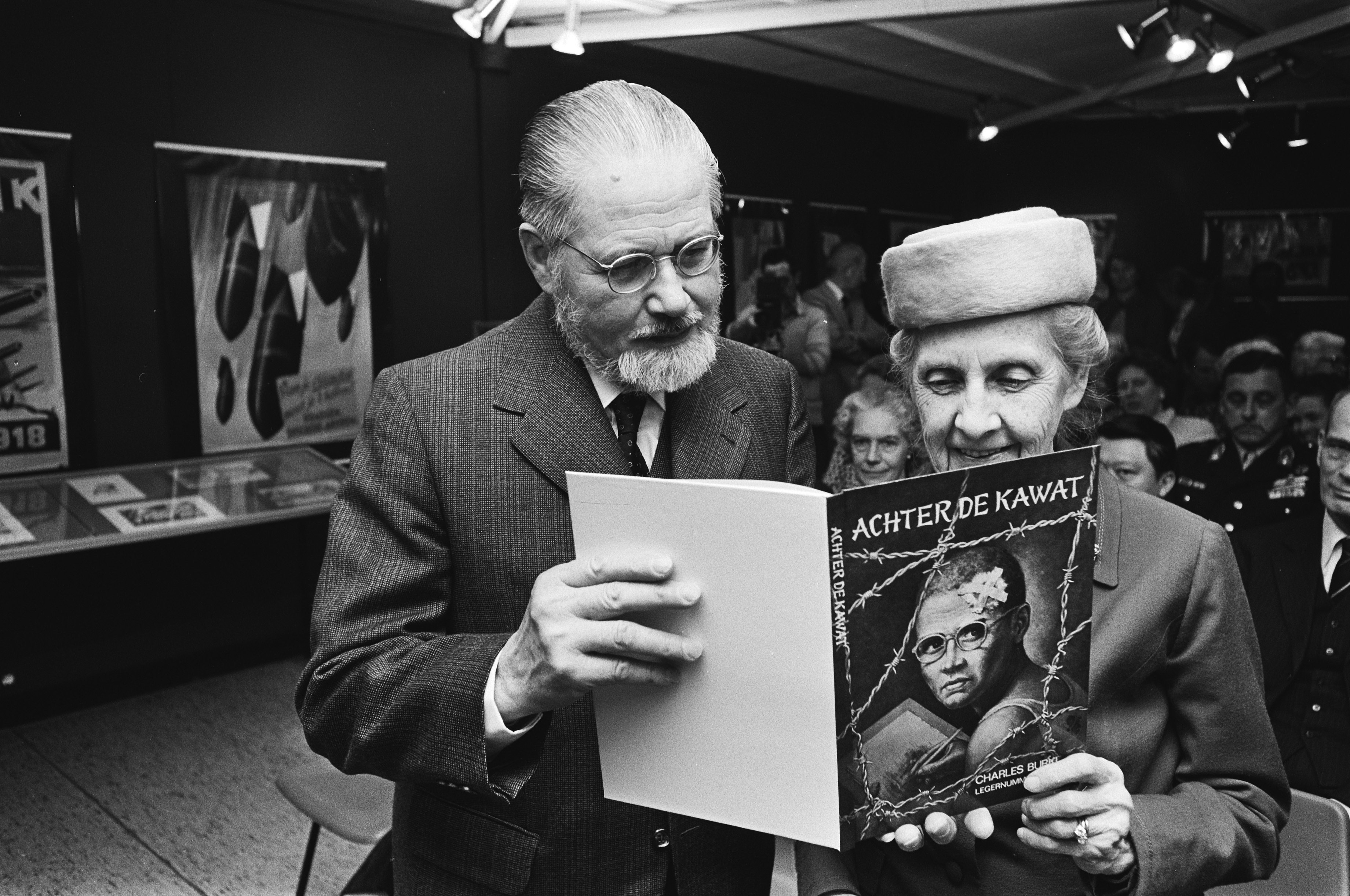
Charles Burki biedt het eerste exemplaar van Achter de Kawat aan aan mw. Tjarda van Starkenborgh Stachouwer (3 mei 1979)

Charles Burki (Magelang, 4 mei 1909 – Den Haag, 28 april 1994) was een Nederlands tekenaar, illustrator, schrijver en ontwerper van vervoermiddelen.
Burki werd in 1909 geboren op Java als zoon van een architect. Hij groeide op in Nederlands-Indië tot hij in 1929 naar Nederland ging om aan de Technische Hoogeschool van Delft bouwkunde te gaan studeren. Hij ontmoette er zijn vrouw en was reeds actief als tekenaar van vooral motorfietsen. Na nog enige tijd in Parijs te hebben gestudeerd, werd hij in Den Haag werkzaam als illustrator (onder meer van "realistische" romans). In 1938 vertrok Burki met zijn vrouw Sophia naar Nederlands-Indië. Daar werden ze tijdens de Tweede Wereldoorlog door de Japanners gevangengenomen. Burki kwam 14 maanden in een kamp bij Bandung. Vervolgens werd hij als gevangene op transport gezet naar Japan. Burki overleefde daarin het zinken van het schip Tamahokoe Maroe door een torpedoaanval door de Amerikaanse onderzeeboot de USS Tang (SS-306). 560 van de 772 krijgsgevangenen overleefden deze aanval niet. In de Japanse stad Nagasaki belandde hij in het werkkamp Fukuoka 14 waar hij de atoomaanval overleefde. Tijdens zijn gevangenschap maakte hij tal van tekeningen daarover. In 1979 kwam zijn boek Achter de Kawat uit met tekst en tekeningen over de oorlogsperiode.
Met Kerstmis 1945 maakte Charles Burki een tekening van A. Burger in Balik Papang ( Brunei)
Eind 1945 keerden Burki en zijn vrouw terug naar Nederland. In de naoorlogse jaren werd Burki een veelgevraagd illustrator en was hij onder meer werkzaam als reclametekenaar voor Philips, Fokker en DAF. Van al zijn ontwerpen voor vervoermiddelen is alleen de Boomerang door Union uitgebracht.

## Charles Burki in Nederlandse musea
- Museon, Den Haag (tekeningen gemaakt in Japanse gevangenschap)
- DAF Museum, Eindhoven

## Publicaties (selectie)
- Charles Burki (legernummer 9409): Achter de kawat. Als Japans krijgsgevangene. Franeker, De Wever, 1979. ISBN 90-6135-295-9
- Charles Burki: Achter de kawat. Herz. uitgave (Amsterdam, XTRA, 2010), met achterin een toel. van Joke van Grootheest, Museon: ISBN 978-90-77766-99-6
- Carel Beke: De meesterspion. (Pim Pandoer-serie) Omslag en ill. van Charles Burki. 's-Hertogenbosch, Malmberg, 1968 (3e druk 1971). Geen ISBN
- Jo van Ammers-Küller:  De opstandigen. Ill. Charles Burki. 's-Gravenhage, Nederlandse Boekenclub, 1970
- Alvaro Valentini: Moord op een watermeloen. Met stofomslag en tekeningen van Charles Burki. 's-Gravenhage, PAX, 1952

## Publicaties over Burki
- Vincent Demmers: Charles Burki. De kunst van het motorrijden. Bussum, Thoth, 1997
- A. J. Korteweg (2009), Motor- en auto-ontwerper Charles Burki tekende het nog-niet-bestaande Op een buikschuiver naar de toekomst, de Volkskrant, 21 juli 1997
- Kunstbus (red) (2008), Charles Burki
- 'Motortekenaar Charles Burki'. In: De Ingenieur, vol. 125 (2013), afl. 20, pag. 48-51 (4)

- Biografisch Portaal: 02067027
- CiNii: DA18203234
- Digitale Bibliotheek voor de Nederlandse Letteren: burk007
- Gemeinsame Normdatei: 143158368
- International Standard Name Identifier: 0000 0001 0924 2776
- Library of Congress Control Number: n79132311
- Nationale bibliotheek van Australië: 35157006
- Nederlandse Thesaurus van Auteursnamen: 070359954
- RKD-Nederlands Instituut voor Kunstgeschiedenis: 14255
- Trove: 845427
- Virtual International Authority File: 91630245
- WorldCat: E39PBJkMPjffXq8wHGKrrVXTpP